# Daniel Cerdà Emery
Daniel Cerdà Emery (Barcelona, 1967) es un guionista de televisión español. Creador de programas de televisión infantiles, músico y novelista.

## Biografía
Guionista y músico barcelonés, conocido por ser el creador junto con Carmina Roig del famoso programa infantil Los Lunnis de Televisión Española. Especializado en la creación de programas de televisión infantiles, ha colaborado en las televisiones públicas y privadas más importantes del país. Ha combinado su actividad audiovisual con la composición musical y la creación literaria, habiendo publicado numerosos trabajos discográficos y editoriales.
Nacido en Barcelona, el 28 de marzo de 1967, de padre ilicitano y madre suiza, su infancia transcurrió entre Barcelona, Santa Pola y Crans Montana. Cursó estudios de Derecho en la Universidad de Barcelona, realizó el Máster en Dirección y Producción de Cine, Vídeo y Televisión por la UPGC y entró a trabajar en Televisión Española en 1990. Es académico de la Academia de las Ciencias y las Artes de Televisión de España (ATV), miembro permanente de la «Academia de las Artes y las Ciencias de la Música» y miembro colegiado del Col • legi Profesional de l'Audiovisual de Catalunya.
Durante 17 años (desde 1990 hasta 2007) colaboró en TVE en todo tipo de formatos televisivos, entre los que destacan:
- Juego de Niños (1990-1992) Programa concurso presentado por Ignacio Salas (1989-1990) y después por Xavier Sardà (1990-1992). Fue su primer trabajo en el medio audiovisual y colaboró como auxiliar de producción.
- Barrio Sésamo (1994-2000) Emitido en TVE1, TVE 2 y en el Canal Internacional de TVE. En este programa infantil de referencia, además de guionista y músico del programa, Daniel Cerdà Emery se hizo cargo de la coordinación de contenidos y del curriculum educativo, como adjunto a la dirección bajo las órdenes de Josep Maria Vidal.
- Compás de Espera (1998) Docudrama musical emitido en TVE2. Programa escrito y dirigido por Roger Justafré, en el que Daniel Cerdà Emery aparece como uno de sus protagonistas.
- La Gamba (2001) Programa Magazine de emisión diaria y en directo, presentado por Montse Tejera. Daniel Cerdà Emery colaboró como Codirector del magazine con la periodista Anna Cler.
- La Pecera (2001) Programa concurso de doblaje infantil dirigido por Roberto Oltra. Allí desempeñó funciones de Coordinador del programa.
- Euròtics (2002) Programa concurso realizado por Roger Justafré en el que Daniel Cerdà Emery intervino como adjunto a la dirección.
- Operación Ilusión (2002) Serie de programas especiales para las navidades 2002 en TVE 1. Colabora como Coordinador del programa.
- Los Lunnis (2003-2007) En el año 2003 crea el programa infantil Los Lunnis con Carmina Roig, programa que después desarrollará en sus diversos formatos en colaboración con Jaume Copons. Como codirector se hará cargo hasta 2007 de los contenidos del programa Contenedor Los Lunnis, de Los Lunnis, la serie así como de los programas especiales de Navidad y Verano. Además, llevará la dirección de los contenidos musicales de los 5 primeros discos del programa (Sony BMG). También se encargará de la dirección de contenidos en los 6 DVD de Los Lunnis, la serie y en las películas Los Lunnis en la Tierra de los cuentos, Navidad con Los Lunnis y Los Lunnis y su amigo Don Quijote. En cuatro años, Cerdà crea con Jaume Copons más de 60 temas musicales entre los que destacan los sencillos Los Lunnis y los niños nos vamos a la cama, Despierta ya, El ritmo lunnar, Somos Lunnis, Navidad Lunnis o Cumplecumpleaños.

Daniel Cerdà ha creado, dirigido y/o colaborado en otros programas de televisión para diversos canales como:
- Hello Hoobs (2006-2007) (TV3) Programa Curso de inglés emitido en todas las cadenas de la FORTA.
- Mira Sa Tele (2006-2007)  (IB3) Programa Contenedor infantil para la Televisión Pública de las Islas Baleares.
- Zagales (2007-2008) (Aragón TV) Programa Contenedor infantil para la Televisión Pública de Aragón.
- Los Algos (2007-2009) Cuatro (canal de televisión) Programa Contenedor infantil para el canal en abierto de SOGECABLE.
- Bitbath (2010-2011) (Kidobi) Serie infantil para la Televisión 2.0 Kidobi de Canadá.
- Minty, la fada (2013) (TV3) Serie preescolar de animación para Televisió de Catalunya.
- Yo, Elvis Riboldi (2015-2021) (TV3) Serie infantil de animación para el Canal Super3 de Televisió de Catalunya.

## Publicaciones literarias
Daniel Cerdà también ha realizado abundantes incursiones en el mundo editorial escribiendo novelas y cuentos para las editoriales Mondadori, Alfaguara, La Galera, SM y Cruïlla así como proyectos multimedia para Planeta Junior. Destaca la colección de Yo, Elvis Riboldi, entre los siguientes títulos:
- Los Cuentos de Los Lunnis. Editorial Beascoa 2004
- Las Preguntras de Lulila. Editorial Beascoa 2005
- La Cocina de Lubina. Editorial Beascoa 2005
- Don Quijote de Lunalunera. Editorial Beascoa 2005
- Los Tres Lusqueteros. Editorial Beascoa 2006
- El día del Dragón. Editorial Beascoa 2006
- Historias de Algoria. Editorial Alfaguara 2008
- Las Clases del Mal del Dr. Libelius. Editorial Alfaguara 2009
- Yo, Elvis Riboldi. Editorial La Galera 2011
- Yo, Elvis Riboldi y el restaurante chino. Editorial La Galera 2012
- Yo, Elvis Riboldi y Boris el superdotado. Editorial La Galera 2012
- La Compañía de Balta-El Reino de Caucas. Editorial SM / Cruilla 2012
- Yo, Elvis Riboldi & Tú Emma Foster. Editorial La Galera 2013
- Yo, Elvis Riboldi y Murfi el Extraterrestre. Editorial La Galera 2013
- Yo, Elvis Riboldi y el Falso culpable. Editorial La Galera 2013
- La Compañía de Balta-Los Aladeltos. Editorial SM / Cruilla 2013
- Yo, Elvis Riboldi y La Máquina del Tiempo. Editorial La Galera 2014
- Yo, Elvis Riboldi y La Familia Blood. Editorial La Galera 2014
- Yo, Elvis Riboldi Súperheroe. Editorial La Galera 2014
- Yo, Elvis Riboldi y Emma Súperstar. Editorial La Galera 2014
- Yo, Elvis Riboldi y la ruina de Pinkerton. Editorial La Galera 2015

## Discografía
- Los Lunnis nos vamos a la cama (Sony 2003)
- Vacaciones con Los Lunnis (Sony 2004)
- Despierta, ya (Sony 2004)
- Navidad con Los Lunnis (Sony 2004)
- Cumplecumpleaños (Sony & BMG 2005)
- Canta con Zagales (PLANETA JUNIOR 2008)
- Lunnilandia (Sony & BMG 2008)
- Los Algos ¡Qué buen rollo! (Universal & VALEMUSIC 2008)
- Los Algos ¡Bienvenidos a Algoria! (Universal & VALEMUSIC 2009)
- Los Lunnis con María Isabel (2009)
- Los Grandes éxitos de Clan TV (Sony Music 2010)
- Los Grándes éxitos de Clan TV. Volumen 2 (Sony Music 2012)
- Los Lunnis 10 años (Universal Music 2013)
- Cromatismos (Amuse Music 2021)
- Vientos del sur (Amuse Music 2024)

## Películas y Series de Televisión
- Los Lunnis en la Tierra de Los Cuentos. Película Home Vídeo (Columbia 2004)
- Navidad con Los Lunnis.  Película Home Vídeo (Sony 2004)
- Los Lunnis, La serie de televisión volúmenes 1, 2 y 3 (Columbia 2005)
- Los Lunnis, La serie de televisión volúmenes 4, 5 y 6 (Sony 2005)
- Los Lunnis y su amigo Don Quijote. Película de Home Vídeo (sony Pictures 2005)
- Los Algos ¡Bienvenidos a Algoria! Temporada 1 (Universal 2009)
- Yo, Elvis Riboldi. 52 episodios de 11' (Canal + France, Televisió de Catalunya, Cartoon Networks 2021)

## Premios
Su trabajo, entre otros, le han valido los premios *«Prix Jeunesse Iberoamericano 2005» al mejor guion infantil por el episodio “Lulanieves” perteneciente a Los Lunnis, el *«Silver Chris Award».2008 de la Universidad de Columbus al mejor audiovisual del certamen por Los Algos. o el «International Film Festival of South Africa 2008». a la mejor animación, también por Los Algos. Obtuvo el Premios ATV 2004 al mejor programa infantil por Los Lunnis. Ha ganado el premio TP 2004, 2005 y 2006 también por Los Lunnis y ha sido nominado al premio TP 2007 por Los Algos. En 2011 obtuvo el premio «Llegir en cas d’incendi».  al mejor cómic por Yo, Elvis Riboldi. En junio de 2013,  fue galardonado con el 8è Premi de Literatura Infantil “Atrapallibres que organiza el Consell Català del llibre Infantil i Juvenil en la categoría de 10 años, también por la colección Yo, Elvis Riboldi.